# Dichorda obliquata
Dichorda obliquata är en fjärilsart som beskrevs av W. Warren 1904. Dichorda obliquata ingår i släktet Dichorda och familjen mätare. Inga underarter finns listade i Catalogue of Life.